# Ruth Marcus

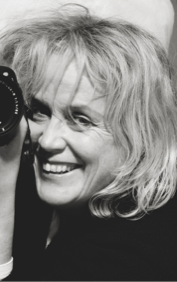
Ruth Marcus (2013)

Ruth Marcus (* 26. Juli 1958 in Hanau) ist eine deutsche Fotografin und Autorin. Bekannt geworden ist sie durch ihre Tierporträts.

## Leben und Wirken
Ruth Marcus ist Fotografin und Autorin der Bücher PferdeAugenBlicke; Männer und ihre Tiere; Katzen; Welpen und Hundeaugenblicke. Neben den genannten Bildbänden wurden besonders ihre Fotografien der Skulpturen des Tierbildhauers August Gaul beachtet.
Nach dem Studium der Medizin in Frankfurt am Main und der anschließenden Promotion im Jahre 1984 arbeitete Ruth Marcus als Ärztin und freie Medizinjournalistin. Seit 2005 widmet sie sich freien Fotoprojekten. Sie lebt und arbeitet bei Frankfurt am Main.
„Ruth Marcus hat den berühmten zweiten Blick, der aus Fotografen Künstler macht.“ Manfred Bissinger

## Auszeichnungen
- Deutscher Fotobuchpreis 2014: Nominiert mit Pferdeaugenblicke, Knesebeck Verlag
- Deutscher Fotobuchpreis 2014: Nominiert mit Männer und ihre Tiere, Knesebeck Verlag
- VK-Gregor 2014 in Silber für den Kalender Horses, teNeues
- VK-Gregor 2013 in Silber für den Kalender CATS, teNeues
- Deutscher Fotobuchpreis 2007: Nominiert mit Hundeaugenblicke, CRH

## Veröffentlichungen

### Bildbände
- 2014: Pferdeaugenblicke. Knesebeck Verlag, München, ISBN 978-3-86873-657-1.
- 2013: Männer und ihre Tiere. Knesebeck, München, ISBN 978-3-86873-578-9.
- 2011: Das große Buch der kleinen Hunde, BBDO Düsseldorf
- 2010: Katzen, Edition Braus
- 2009: Welpen, Edition Braus
- 2007: Hundeaugenblicke, (Collection Rolf Heyne)

### Kalender
(alle im Verlag teNeues)
2014
- Cats
- Dogs
- Horses

2013
- Cats
- Dogs
- Horses

## Ausstellungen

### Einzelausstellungen
- 2025: Ruth Marcus. Männer und ihre Tiere, Hessische Landesvertretung, Berlin
- 2018: Ruth Marcus. Männer und ihre Tiere, Landesmuseum, Koblenz
- 2015: Horses-Pferdeaugenblicke, Flo Peters Gallery, Hamburg
- 2011/2012: August Gaul, Skulpturen – gesehen von Ruth Marcus, Museum Hanau
- 2010: Katzen, Museum Schloss Philippsruhe Hanau[1]
- 2008: Nighthawks, Porsche Zentrum Fulda
- 2008: Hundeaugenblicke, Museum Trier Thermen am Viehmarkt
- 2007: Hundeaugenblicke, Landesmuseum Koblenz
- 2007: Hundeaugenblicke, August Gaul Museum Hanau
- 2007–2012: Dauerausstellung Avax, Athen
- 2006: Doguments of Art and History, Landesmuseum Koblenz

### Gruppenausstellungen (Auswahl)
- 2016: Expressions Gallery, Berkeley (USA)
- 2012: Galerie Bestregarts, Frankfurt
- 2010: Women Artists Gallery, San Francisco
- 2008 und 2010: Photokina, Köln
- 2010: Galerienstart, Hanau
- 2007–2012: art@meiser, Hanau
- 2008: Expressions Gallery, Berkeley (USA)[1]
- 2008: Flo Peters Gallery, Hamburg[1]
- 2006: Fotobild, Berlin
- 2005: Flo Peters Gallery, Hamburg[1]

## Stipendien
- 2020 Arbeits- und Projektstipendium der Hessischen Kulturstiftung: „Deutschland doch so hässlich?“
- 2021 Stipendium der Hessischen Kulturstiftung: „Menschen, Tiere und die Pandemie“